# بروسيسنج
بروسيسنج (بالإنجليزية: Processing)‏ هي لغة برمجة مفتوحة المصدر وهي تعتبر لغة برمجة كائنية كما أنها بيئة تطوير متكاملة تم بناؤها من أجل الأشخاص المهتمين بالتصميم المرئي والفنون الإلكترونية الأخرى. هذه اللغة تهدف أيضا إلى تعليم مبادئ البرمجة بصيغة مرئية. تم إنشاء هذه اللغة من قبل كيسي ريس (بالإنجليزية: Casey Reas)‏ وبن فراي (بالإنجليزية: Ben Fry)‏ والذين كانا سابقا في معهد ماساتشوستس للتقنية.
أحد أهم أهداف هذه اللغة هي مساعدة الغير-مبرمجين على البدء بتعلم البرمجة وذلك من خلال مشاهدة النتائج بصيغة مرئية فورية. تم بناء هذه اللغة باستخدام القدرات المرئية للغة جافا وتطوريها.

## ميزات
يتضمن مع لغة برمجة بروسيسنج بيئة تطوير بسيطة تدعي سكتش-بوك (بالإنجليزية: sketchbook)‏
من ضمن الميزات بأنه يمكنك تصدير التطبيق المصمم بها إلى ثلاثة أنظمة تشغيل الويندوز واللينكس والماك بضغط الاختصار Ctrl+E أو من File ثم Export Application

## وصلات خارجية
- بروسيسنج على موقع Open Hub (الإنجليزية)
- موقع بروسيسنج